# Bastard Operator From Hell
De Bastard Operator From Hell (BOFH), een personage van Simon Travaglia, is een systeembeheerder die zijn woede botviert op gebruikers (zijn collega's, oversten en iedereen die hem lastigvalt, maar vooral de gebruikers van het netwerk dat hij onder zijn beheer heeft).
De BOFH-verhalen werden voor het eerst gepubliceerd in 1992 op Usenet door Travaglia. Sinds 2000 verschijnt er regelmatig een nieuw verhaal op The Register.
De term wordt ook overdrachtelijk gebruikt voor elke systeembeheerder die het gedrag van de echte BOFH vertoont (of zich zo zou willen gedragen).

## Uitgaven
- The Bastard Operator From Hell (Plan Nine, ISBN 1-929462-17-4)
- Bastard Operator From Hell II: Son of the Bastard (Plan Nine, ISBN 1-929462-40-9)
- Bride of the Bastard Operator From Hell (Plan Nine, ISBN 1-929462-48-4)
- Dummy Mode Is Forever (Plan Nine, ISBN 1-929462-63-8)
- Dial "B" For Bastard (Plan Nine, ISBN 1-929462-94-8)